# عرقون
العرقون (الاسم العلمي: Euphrasia) (بالإنجليزية: Eyebright)‏ هو جنس نباتي يتبع فصيلة الجعفيلية من رتبة الشفويات. يتكون من حوالي 450 نوع. وأشتهر اسمه الإنجليزي (Eyebright) من قدرة النبات في علاج أمراض والتهابات العين.

## معرض الصور

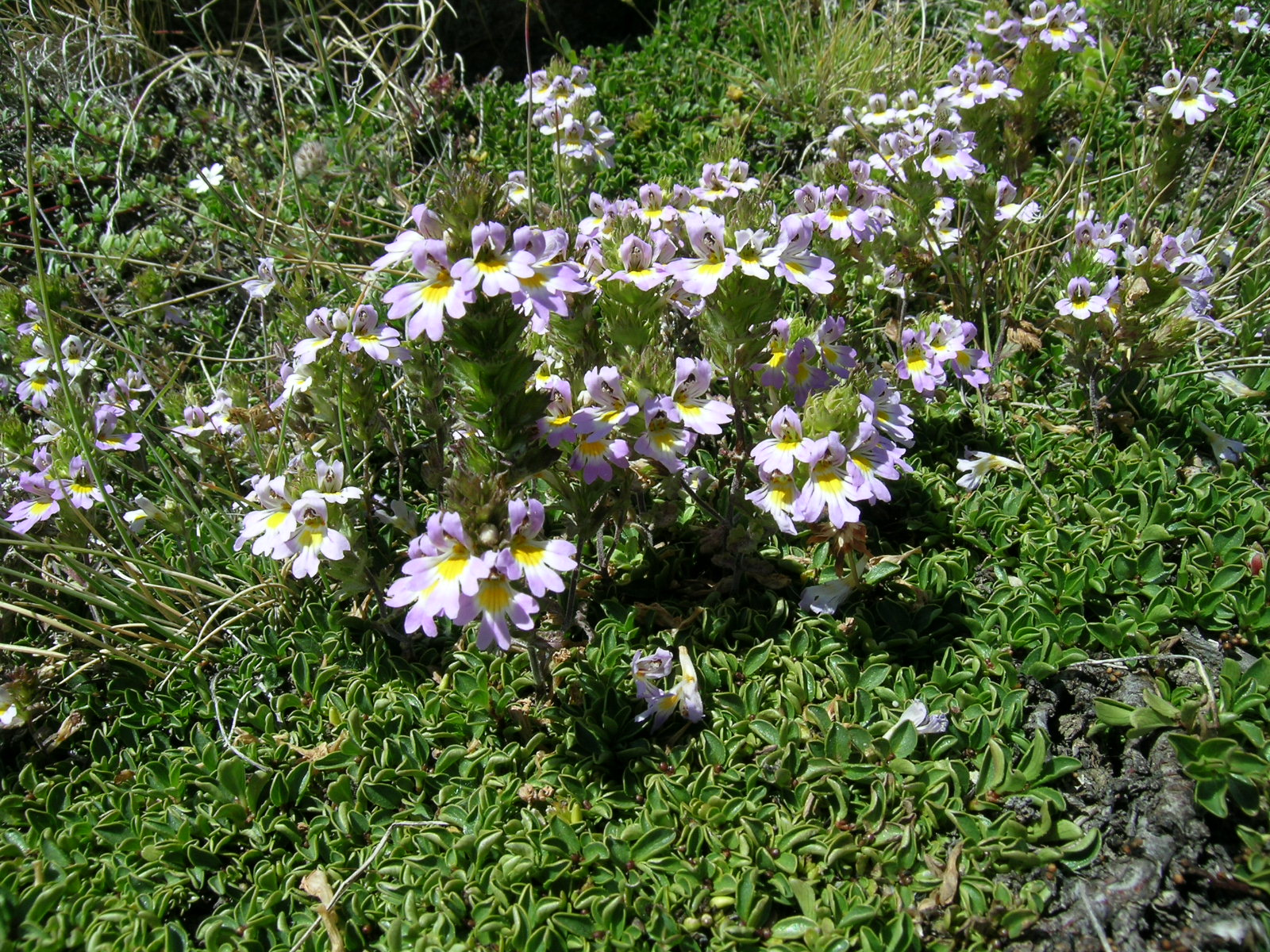
أحد أنواع نبات العرقون
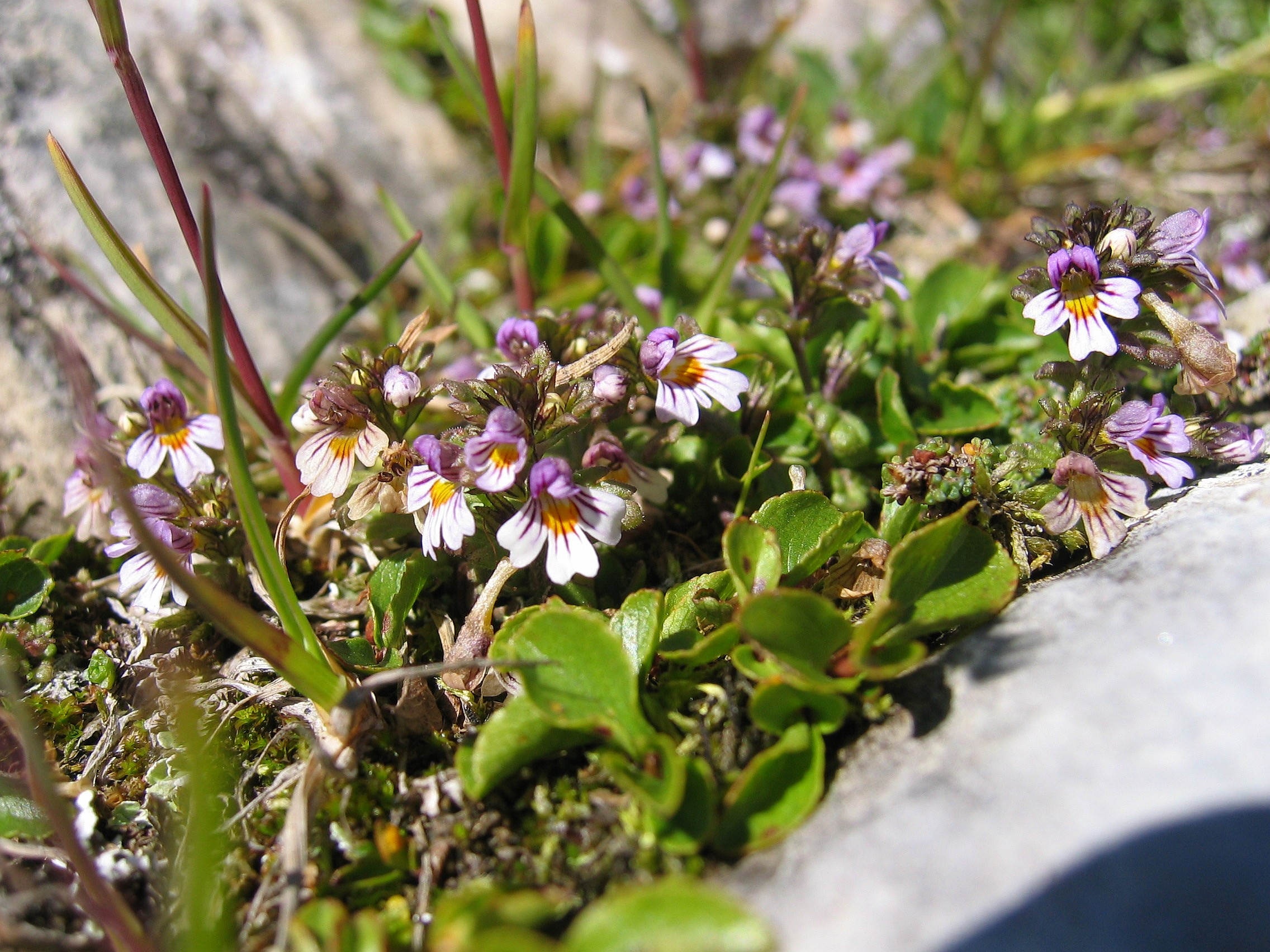
أحد أنواع نبات العرقون